# Битенський монастир
Битенский Свято-Успенський монастир — монастирський комплекс Василіянського Чину в Битені (Івацевицький район Берестейської області, Білорусь), свого часу один з найбагатших унійних монастирів на території Білорусі. Від ансамблю збереглася лише мала Спасо-Преображенська церква (нині Свято-Успенська).

## Історія
У 1607 році Слонімський маршалок Григорій Тризна разом з дружиною Реґіною з Сапегів подарував василіянам маєток Дятковичі і заснував монастир. Спочатку монастир планували зробити жіночим, бо фундований був для дочки Григорія Тризни — Єфросинії, однак вона прийняла постриг у Віленському монастирі василіянок, тому Битенський монастир став чоловічим. Одним з перших настоятелів в 1613 році був уже досить відомий у той час монах і проповідник Йосафат Кунцевич. У 1615 році при Успенському монастирі з дозволу і благословення Папи Римського був відкритий новіціят, з якого в майбутньому вийшли відомі діячі Руської Унійної Церкви.
Син Григорія Тризни, підскарбій великий литовський Микола Тризна, в 1626 і 1640 роках також пожертвував кошти на будівництво монастиря і церкви. З фонду 1626 року при монастирі була заснована лікарня на 10 місць.
В надійно укріпленому Битенському монастирі під час повстання Богдана Хмельницького ховалися греко-католики з України та інших місць.
Близько 1654 року була побудована невелика зимова Спасо-Преображенська церква, в якій було влаштоване опалення і з'єднана вона була безпосередньо з житловими приміщеннями монастиря. За часів війни Речі Посполитої з Московською державою 1654—1667 років в Успенському монастирі переховувалися представники Василіянського Чину з Вільно, Полоцька, Вітебська, Мінська, а також тут зберігалася ікона Жировицької Матері Божої.

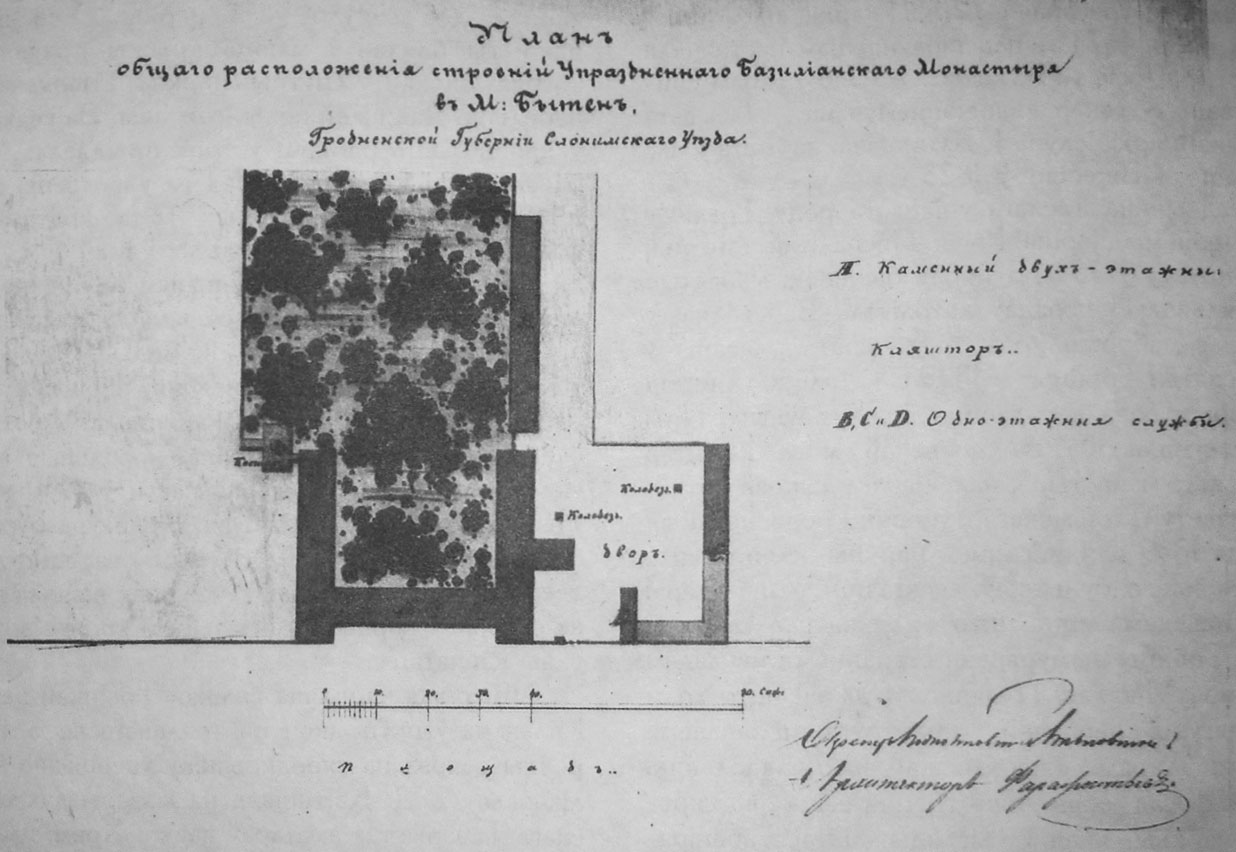
План монастиря

З 1656 року в Битенському монастирі перебував настоятель Василіянського Чину Венедикт Терлецький. Тут зберігалися також нетлінні мощі старця Симеона Ставровського, настоятеля монастиря від 1640 року.
Велика кам'яна соборна церква була зведена після 1673 року під керівництвом настоятеля монастиря Йосифа Пєткевича. У 1710 році храм був освячений на честь унійного архієпископа священномученика Йосафата Кунцевича, вбитого під час повстання в Вітебську в 1623 році.

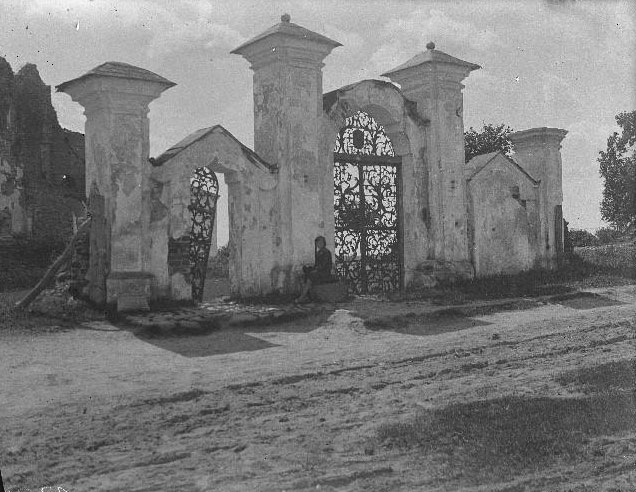
Монастирська брама

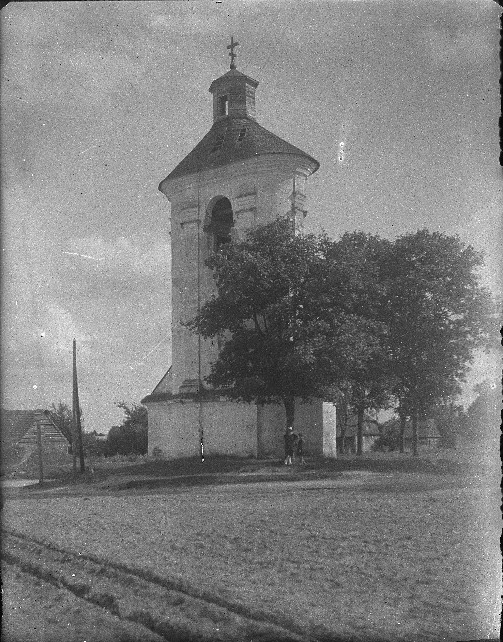
Дзвіниця

Спадкоємець згасаючого греко-католицького роду Тризнів підскарбій надвірний литовський Антоній Тизенгауз в 1775 р відібрав Битенский монастир від василіян і передав його римо-католикам. Ймовірно, що в цей час соборний храм був перетитулований на честь Пресвятої Трійці. За наказом Тизенгауза близько 1775 року також була зведена дзвіниця і ворота в стилі віленського бароко.
Після поділів Речі Посполитої, із входженням Битеня до складу Російської імперії, стан монастиря ще більше ускладнився.
Станом на 1839 рік, коли відбулася ліквідація Унії, в монастирі було 25 ченців і 8 послушників. Сюди, в Битенський монастир російська влада інтернувала непокірних унійних священиків. Сам монастир був переданий православним. При цьому польською мовою був складений інвентар монастиря, який належав до Литовської єпархії, Слонімського повіту, Гродненської губернії від 6 липня 1839 року з описом церкви, монастирських і фільваркових будівель, села та іншого рухомого і нерухомого майна. З інвентарю відомо, що соборна церква з трьох боків була огороджена стіною з цегли без штукатурки, а четвертий бік замикав монастир.
У 1845 році монастир закрили, а монастирський собор Св. Йосафата переробили під парафіяльну церкву Святих Петра і Павла, яка до 1915 року була центром благочиння.
У 1915 році під час військових дій Першої світової війни церква була дуже пошкоджена. Про це свідчать фотографії пам'ятника, зроблені віленським Товариством любителів наук в 1930-х роках. До 1929 року храм був частково відновлений і діяв. Під час Другої світової війни і після неї соборна церква і монастирський корпус були зруйновані остаточно.

### Настоятелі Битенського монастиря
Польський історик і дослідник історії Церкви та монаших чинів Ян Марек Ґіжицький у своїй праці «Kilka słów o Byteniu i Bazylianach» подає приблизний хронологічний список настоятелів Битенського монастиря, додаючи біографічні відомості про кожного з них.
- єп. Паїсій Онишкевич-Саховський[3]
- о. Йосафат Кунцевич (1613―1614)
- о. Сильвестр Котлубай (1620)
- о. Доротей Цісович
- о. Симеон Яцкевич-Ставровський, перший і останній архимандрит (1640―1654); помер в «опінії святості» 7 квітня 1654 року (інша версія 1655)
- о. Севастіян Качинський (1654―1656)
- о. Венедикт Терлецький (1656―1661)
- о. Теодор Хоцяновський (1661―1662)
- о. Адріян Мозир (1662―1664)
- о. Христофор Мілинкевич (1664―1666)
- о. Теодор Хоцяновський (1666―1667)
- о. Стефан Мартишкевич-Бусинський (1667―1674)
- о. Йосиф Пєткевич (1674―1686)
- о. Стефан Мартишкевич-Бусинський (1686―1690)
- о. Йосиф Пєткевич (1690―1694)
- о. Стефан Мартишкевич-Бусинський (1694―1697)
- о. Порфирій Кульчицький (1697―1703)
- о. Йосиф Пєткевич (1703―1708)
- о. Маркіян Маськєвич (1708―1710)
- о. Полікарп Филипович (1710―1712)
- о. Дмитро Занькевич (1712―1713)
- о. Полікарп Мигуневич (1713―1718)
- о. Фірміан Волк (Ланєвський) (1718―1720)
- о. Антоній Томилович-Лебецький (1720―1721)
- о. Фірміан Волк (Ланєвський) (1721―1725)
- о. Матей Козаченько (1725―1730)
- о. Антоній Завадський (1730―1737)
- о. Теодосій Конячевський (1738―1742)
- о. Феліціян Заблоцький (1742―1745)
- о. Тадей Янкевич (1745―1746)
- о. Теодосій Конячевський (1746―1757)
- о. Августин Новосельський (1757—1758)[4]
- о. Йосафат Дедул (1758―1764)
- о. Сильвестр Артецький (1764―1769)
- о. Юстин Чечковський (1769―1771)
- о. Никодим Карпінський (1771―1774)
- о. Юрій Шаталович (1774―1780)
- о. Сильвестр Пальчевський (1780―1785)
- о. Юліян Пйотрович (1785―1800?)
- о. Йоаким Долинський (1800?―)
- о. Йосафат Клопотовський (1806)
- о. Климентій Чаплинський (1819―1821)
- о. Януарій Стуґлінський (1821―1822)
- о. Леонтій Околув (1822―1824)
- о. Петро Шпаковський (1824―1830)
- о. Леонтій Околув (1830―1838).

## Церква Святого Йосафата

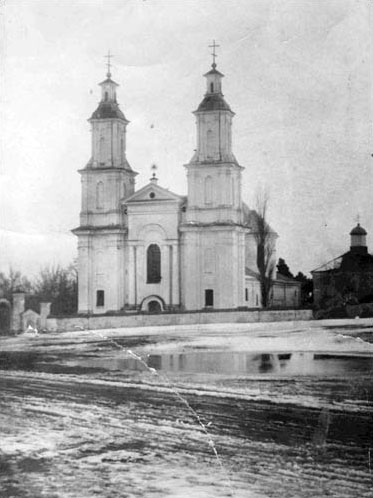
Церква святого Йосафата

Храм, побудований як унійний, мав меридіальну орієнтацію вівтарем на північ. План церкви у верхньому перетині представляв витягнутий по осі південь-північ латинський хрест із закругленими бічними раменами і вівтарною частиною. З трьох боків до квадрата середохрестя прилягали напівциркульні апсиди, перекриті напівсферичними конхами. Вівтарна апсида за розмірами відповідала описаному квадратові, бічні апсиди трохи менші від квадрата. Простір середохрестя був перекритий восьмигранним шатром з опорним кільцем, що спиралося на попружні арки центрального квадрата. Шатро над середохрестям із-зовні було «одягнене» у півсферичний купол і завершувалося світловим ліхтарем з фігурним покриттям. Конхи над апсидами ззовні накривали кроквяні конусоподібні дашки, які разом з основним куполом створювали своєрідну композицію вінцевих мас. Форма майже ідеального тетраконха, закладена в основу об'ємно-просторової структури храму з південної сторони, порушувалася прибудовою квадратного в плані притвору і вузького двоповерхового нартекса, що й надавало плану вигляд латинського хреста.

## Свято-Успенська церква

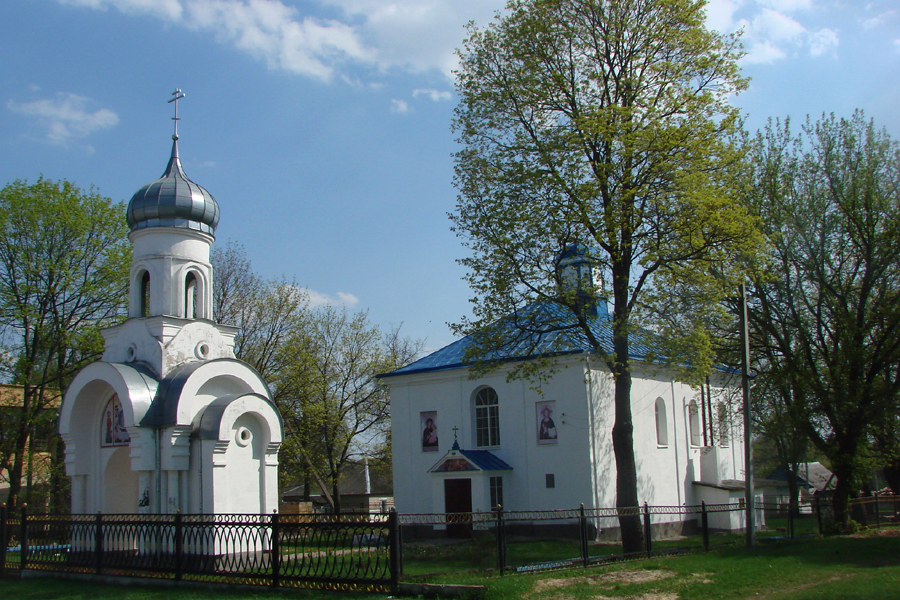
Свято-успенська церква

Церква вирішена компактним прямокутним в плані об'ємом під вальмовим дахом з восьмигранним купольним барабаном. Головний західний фасад розчленований лопатками на три прясли, бічні з них краповані плоскими прямокутними нішами, над головним входом арочний віконний отвір. Бічні фасади ритмічно розчленовані арочними вікнами і пілястрами в простінках.

## Монастир
Монастир, згідно з інвентарем 1839 року, був двоповерховою (з підвалом) П-подібною в плані будівлею, яка мала склепінні перекриття і подвійні вікна. Разом з келіями в ньому розташовувалися трапезна з кухнею, бібліотека в західному крилі. Крім цих трьох приміщень з цегляною підлогою, всі інші мали дерев'яну підлогу. Уже на той час бібліотека була порожня. Монастирський коридор з'єднувався із захристією з правого боку пресбітерію собору, над якою була скарбниця. З іншого боку монастир прилягав до зимньої церкви.